# Райан Кили
Райан Кили (англ. Ryan Keely, род. 2 июля 1984 года, Сиэтл, Вашингтон, США) — американская порноактриса, модель и колумнист.

## Биография
Райан Кили, настоящее имя — Мария Менендез, родилась в городе Сиэтле (Вашингтон) в июле 1984 года, в семье с кубинским и ирландским происхождением.
Начала сниматься в фильмах для взрослых в 2006 году, в возрасте 22 лет.
Работала со студиями Girlfriends Films, Evil Angel, Hustler, Zero Tolerance и Wicked Pictures.
В октябре 2009 года Кили была выбрана Penthouse Pet журналом Penthouse. Она стала финалисткой Penthouse Pet года в 2011 году, но проиграла Никки Бенц.
Заявляет, что она бисексуал и нерд. Она была также близкой подругой порноактрисы Хейли Пейдж, умершей в 2007 году.
Трижды была номинирована на премию AVN Awards: 2011—2013 гг.
По состоянию на август 2021 года снялась более чем в 340 порнофильмах и сценах. Также работает моделью и ведёт колонку под названием «The Dirty Details» в Penthouse Forum.

## Премии и номинации
| Год  | Церемония  | Результат | Номинация                | Работа                     |
| ---- | ---------- | --------- | ------------------------ | -------------------------- |
| 2011 | AVN Awards | Номинация | Лучшая лесбийская сцена  | Women Seeking Women 63     |
| 2012 | AVN Awards | Номинация | Лучшая сцена мастурбации | All Natural: Glamour Solos |
| 2013 | AVN Awards | Номинация | Лучшая лесбийская сцена  | Me and My Girlfriend       |